# Ardisia dukei
Ardisia dukei é uma espécie de planta da família Myrsinaceae. É endêmica do Panamá.